# Ultramaratón

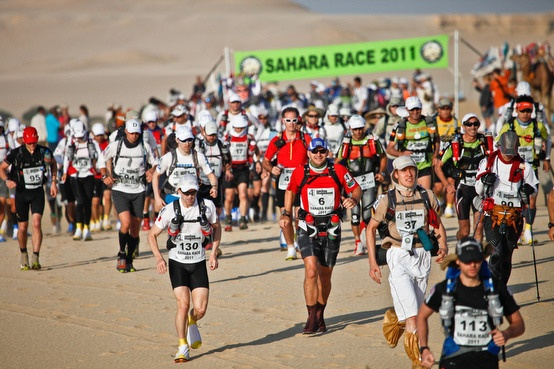
Ultramaratonistas participan en la Carrera del Sahara 2011 (4 Deserts)

Una ultramaratón (también llamada distancia ultra) es cualquier evento deportivo que incluye una carrera a pie de recorridos mayor que la longitud de un maratón tradicional de 42,195 kilómetros (26,2188 millas).
Hay dos tipos de eventos de ultramaratón: los que cubren una distancia determinada y los acontecimientos que tienen lugar durante un tiempo específico (ganando el que cubra la mayor distancia en ese lapso de tiempo). Las distancias más comunes son 50 km, 50 millas (80 km), 100 km y 100 millas (160 km).
Otras distancias y/o tiempos incluyen carreras de 24 horas y carreras de varios días, especialidad conocida como Multiday. Las carreras Multiday pueden llegar a cubrir distancia de 1000 kilómetros o incluso más tiempo, como la carrera más larga del mundo de 3100 millas que se realiza cada año en la ciudad de Nueva York (Self-Transcendence 3100 mile race).
El formato de estos eventos y los recorridos varían, encontrando desde circuitos de varias vueltas (algunos tan cortos como una pista de 400 metros) a carreras de punto a punto por caminos o senderos. 
Muchas ultramaratones, sobre todo las centradas en desafíos, presentan obstáculos severos, tales como las inclemencias del clima, cambio de elevación o lo accidentado de los terrenos.
La Asociación Internacional de Ultracorredores (AIU) organiza los campeonatos mundiales de varias distancias de ultramaratón, incluyendo 50 km (31 mi), 100 km (62 mi), 24 horas y ultracarreras por trail, que también son reconocidos por la Asociación Internacional de Federaciones de Atletismo (IAAF). 
Muchos países en el mundo tienen sus propias organizaciones de carreras de ultramaratón, siendo algunas veces reconocidas por la propia federación nacional de atletismo del propio país o estando avalados por dichos organismos atléticos nacionales. 
Los récords del mundo de diferentes distancias, tiempos y categorías son reconocidos por la IUA.

## Ultramaratones  populares
- Ultra Maratón de las Altas Montañas (México)
- 100 km de Biel (Suiza)
- Badwater Ultramarathon (Estados Unidos)
- Tenerife Bluetrail (España)
- Marxa dels Roures Extreme (España)
- Challenge 24h Spain
- Comrades Marathon
- Hardrock Hundred Mile Endurance Run
- Transvulcania
- Ultra Mallorca Serra de Tramuntana
- Formentera All Round Trail
- Spanish 24hr Ultra
- Spartathlon (Grecia)
- Ultra-Trail du Mont-Blanc (Francia)
- Transgrancanaria (España)
- Del Mar a La Cima (Colombia)
- Western States Endurance Run
- 24hr de Torrejon
- 100 km en 24 horas
- Ultra Trail de Sobrarbe
- Ultramaratón de Los Cañones
- CSP115 (España)
- Ehunmilak Ultratrail (España)
- Ultramaratón de la Laguna Salada (México)
- 100 km de Santander (España)
- 101km de Ronda (España)
- Transilicitana 104km (España)
- Chicamocha Run 164 km (Colombia)
- El Coastal Challenge
- Cami de Cavalls (Menorca)
- Trepitjagarrotxa (oix)
- Salomon Ultra Pirineu
- ZumbadorTrail 84 km (Venezuela)

## Pruebas Multiday
- Al andalus (Andalucía) Ultra Trail
- Balaton Supermarathon Hungría
- Maratón des Sables
- Self-Transcendence 3100 Mile Race
- Trans Europe Foot Race
- Trans-Gaule
- Trail Menorca Camí de Cavalls
- Trail Costa Brava
- Trail Costa Brava 2

## Algunos de los mejores corredores
- Ann Trason
- Pedro Muñoz (Per)
- Asier Cuevas
- Bruce Fordyce
- Cristina González García
- Dipali Cunningham
- Edit Berces
- Eva Esnaola Agesta
- El Cachito Álvarez (ARG)
- Gerardo Re (ARG)
- Gregory Murzin (RUS)
- Hildebrando Machado (COL)
- Jesper Olsen
- José Luis Posado
- Juan Carlos Sagastume (GTM)
- Kilian Jornet
- Konstantin Santalov (RUS)
- Lorena Ramírez (MEX)
- Marco Olmo (ITA)
- Matt Graham (EE. UU.)
- Nahila Hernández
- Núria Picas
- Oswaldo Lopez (MEX)
- Paola Fierro (COL)
- Ryoichi Sekiya
- Sandy Barwick
- Saúl Antonio Padua Rodríguez
- Scott Jurek (EE. UU.)
- Sumi Inagaki
- Takahiro Sunada
- Ted Corbitt
- Valmir Nunes (BRA)
- Yiannis Kouros